# 데이터플로 프로그래밍
컴퓨터 프로그래밍에서 데이터플로 프로그래밍(Dataflow programming)은 프로그램을 명령간 데이터 플로의 유향 그래프로서 모델링하는 프로그래밍 패러다임이다. 이를 통해 데이터 흐름의 원칙과 아키텍처를 구현하게 된다. 데이터플로 프로그래밍 언어들은 함수형 언어의 일부 기능들을 공유하며 일반적으로 일부 함수 개념들을 수치 처리에 더 적절한 언어로 도입하기 위해 개발되었다. 일부 저자들은 데이터 흐름이라는 용어 대신 데이터스트림(datastream)을 사용하기도 하는데, 이는 데이터플로 연산이나 데이터플로 아키텍처와의 혼동을 피하기 위해서이다. 데이터플로 프로그래밍은 1960년대에 MIT의 잭 데니스에 의해 개척되었다.

## 언어
- AviSynth 스크립트 언어
- LabVIEW
- 루시드 (프로그래밍 언어)
- Max/MSP
- 오렌지
- 오즈 (프로그래밍 언어)
- 퓨어 데이터
- Simulink
- 베릴로그
- VHDL

## 라이브러리
- 아파치 빔
- 아파치 플링크
- 아파치 스파크
- 시스템C
- 텐서플로

## 같이 보기
- 행위자 모델
- 디지털 신호 처리
- 사건 기반 프로그래밍
- 파이프 (유닉스)
- 스트림 프로세싱
- 야후! 파이프